# Le Menec
Het gehucht Le Menec ligt nabij Carnac in het Franse departement Morbihan, regio Bretagne en behoort tot het arrondissement Lorient.

## Alignement du Menec
Bij het gehucht Le Menec beginnen de Alignement du Menec, verder naar het noordoosten, de Alignement du Kermario en de Kerlescan. In het geheel beslaat het op een stuk van 4 km, bijna 3.000 menhirs, waarbij nog dolmen en grafheuvels, hunebedden in voor komen. Deze Alignements staan allen in verschillende lange rijen opgesteld, van oost naar west, naargelang de op- en ondergang van de zon. In het oostelijke gedeelte staan er kleinere menhirs. En op het einde van deze lange rijen, staan de grootste menhirstenen. Daar staat ook, midden in deze hoge steenblokken, een soort hunebed-altaar. Vermoedelijk werden er offers gebracht tijdens de zonnewende, het ondergaan van de zon, of tijdens een rampspoed.
De laatste jaren werd er ook een "rampspoed" waargenomen op de menhirstenen, door toedoen van "toeristen" en vandalen, die er hun namen opkrasten of met verfspuiten deze eeuwenoude monumenten beschadigden. Nu staan er draadhekkens rondom deze Alignements, zodat men achter deze omheining de stenen ziet staan. Geleide en gecontroleerde bezoeken in groepen zijn voorzien tussen de Alignements. Deze menhirs staan nu al recht sinds de prehistorie. En zijn nog steeds niet omgevallen en daarom willen wij voorkomen dat, dat gaat gebeuren.